# ثقافة بيليغانغ
حضارة بيليغانغ هي ثقافة من العصر الحجري الحديث في حوض نهر يي لو (في مقاطعة خنان الحديثة، الصين) والتي كانت موجودة من حوالي 7000 إلى 5000 قبل الميلاد. تم تحديد أكثر من 100 موقع لثقافة بيليغانغ، وكلها تقريبًا في منطقة مدمجة إلى حد ما تبلغ مساحتها حوالي 100 كيلومتر مربع في المنطقة الواقعة جنوب النهر مباشرة وعلى طول ضفافه.